# Vassily Denissov
Vassily Ivanovitch Denissov (en russe : Васи́лий Ива́нович Дени́сов) est né le 1er janvier 1862, en Pologne (Royaume du Congrès), incorporée en 1868 à l'Empire russe et mourut à Moscou le 1er mai 1922 en URSS. C'est un peintre symboliste, décorateur de théâtre et graphiste russe de : paysages, panneaux décoratifs, portraits, compositions fantastiques. C'est un des représentants de l'avant-garde russe du début du xxe siècle. 

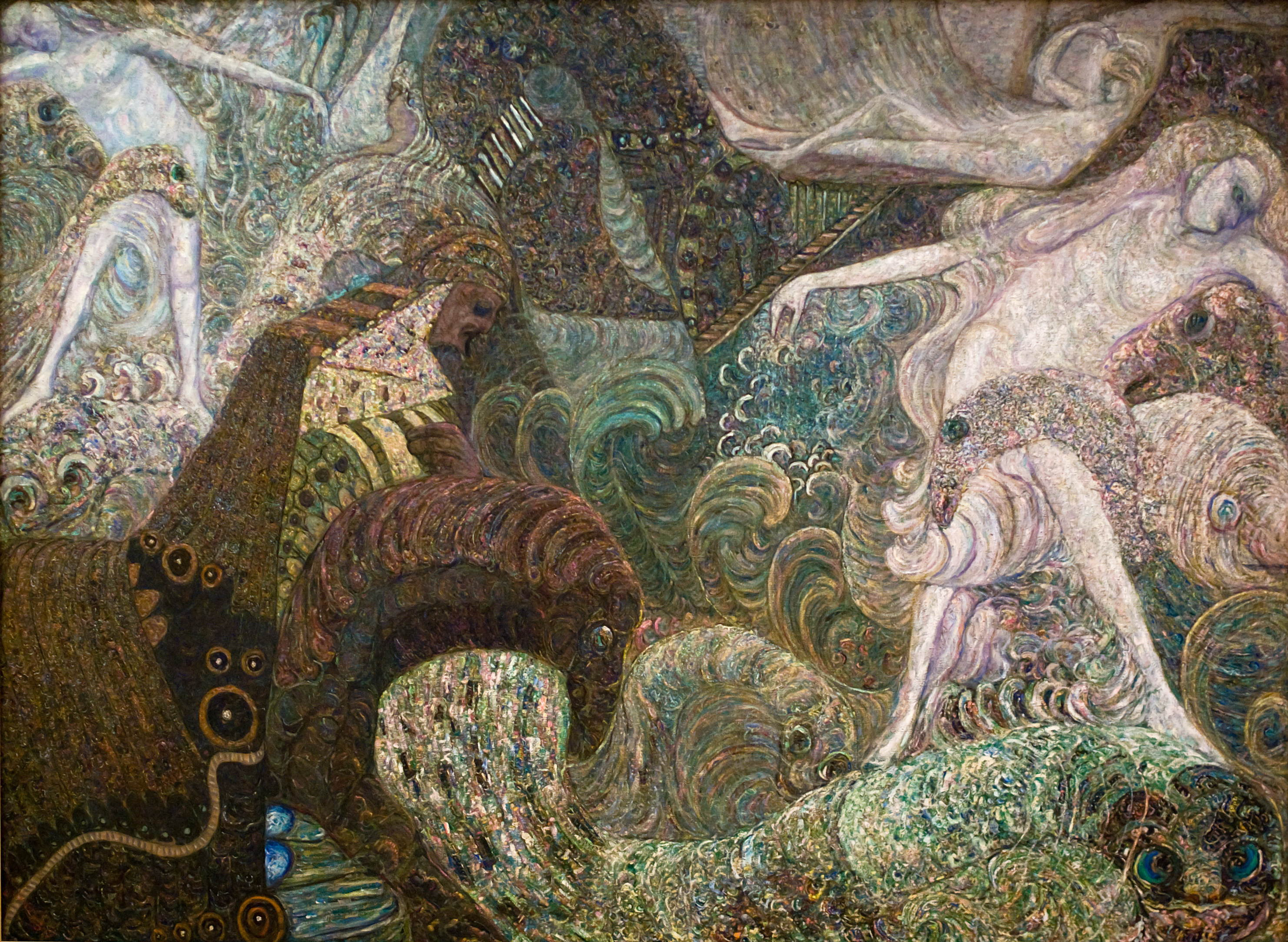
Денисов - Морское дно (1907) Denissov : fonds marins

## Biographie
Denissov reçut une formation musicale à l'Institut musical de Varsovie et travailla ensuite dans des orchestres privés des théâtres de Moscou.
Il ne se consacra à la peinture qu'à l'âge de 33 ans, à partir de 1895. 
En 1897 et 1898, il étudia la peinture à Moscou chez Constantin Korovine, et en 1899 et 1900 à l'école E.P. Svantseva chez Valentin Serov. Il participa aux expositions de l'association des artistes Mir iskousstva, de la Société des indépendants et d'autres encore.
Au théâtre, il fut attiré par Vsevolod Meyerhold. Il utilisait, pour la scénographie, les techniques de base de sa peinture pour les panneaux décoratifs, les compositions en perspectives comme dans ses tableaux. Son style répondait aux principes du théâtre de Meyerhold, qui à cette époque, était tourné vers la dramaturgie symboliste. Denissov a travaillé à des réalisations de décors pour La neige de Stanisław Przybyszewski et Comédie de l'amour de Henrik Ibsen (1905) ; au Théâtre dramatique V.F. Kommissarjevskaïa (Saint-Pétersbourg), il réalisa Contes éternels de Stanisław Przybyszewski (1906), Pelléas et Mélisande de Maurice Maeterlinck, Éveil du printemps de Frank Wedekind, Victoire de la mort de Fiodor Sologoub, Comédie de l'amour (nouvelle version), en 1907. Il réalisa encore les décors pour des représentations à la maison du peuple à Moscou : Sniegourotchka et Vasilissa Melenteva d'Alexandre Ostrovski et Stephan Gedeonov (1906). Il réalisa aussi la décoration de spectacles d'opéras. Ses travaux préparatoires pour le théâtre de Meyerhold sont conservés au musée A.A. Barkouchine de Moscou.
À partir de 1896, il participe à des expositions à Paris (1906). En 1912 et 1916, il organise des expositions à son nom à Moscou et en 1915 à Pétrograd.
À partir de 1911, la situation artistique moscovite était dominée par les débats autour de Valet de Carreau, du cézannisme et du primitivisme populaire.
David Bourliouk, dans son bilan paru dans l'almanach Le Cavalier bleu (Der Blaue Reiter) en mai 1912, énumère les représentants du nouvel art qui s'est détaché de l'esclavage des canons académiques comme le souhaitaient Cézanne et Van Gogh. V. Denissov est cité parmi beaucoup d'autres dont : Pavel Kouznetsov, Ilia Machkov, Michel Larionov et Vassily Kandinsky.

## Œuvres
Dans Le Péché, qui montre un grand serpent incarnant le diable, son talent se manifeste avec éclat. La peau du reptile devient prétexte à peindre une surface de couleurs miroitantes. La composition est aussi très musicale. Les rythmes souples de la contorsion du serpent rendent la manière furtive dont le péché s'introduit dans l'homme. Les touches multicolores créent une sensation de frissonnement inquiétant. L'auteur interprète un sujet philosophique d'une manière simple et décorative qui ensorcèle, charme comme le péché lui-même.   

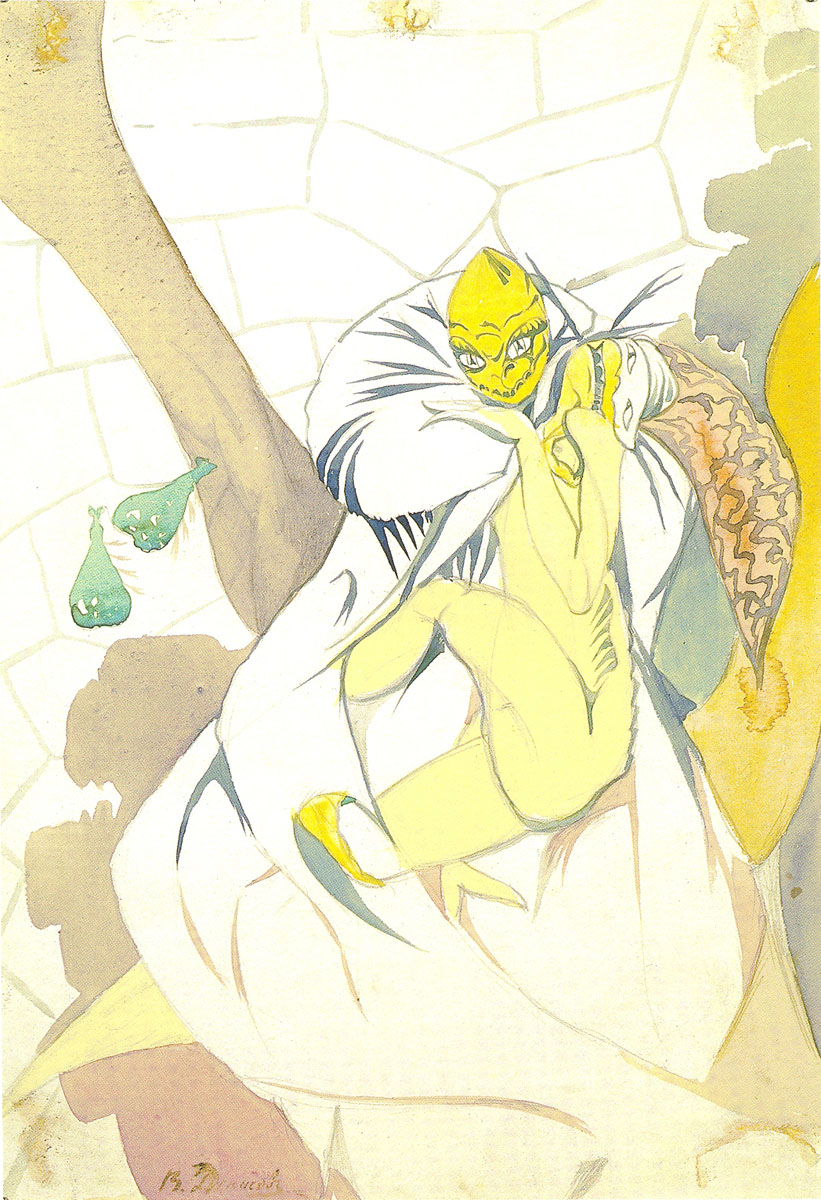
Étreintes masquées (aquarelle), collection privée.
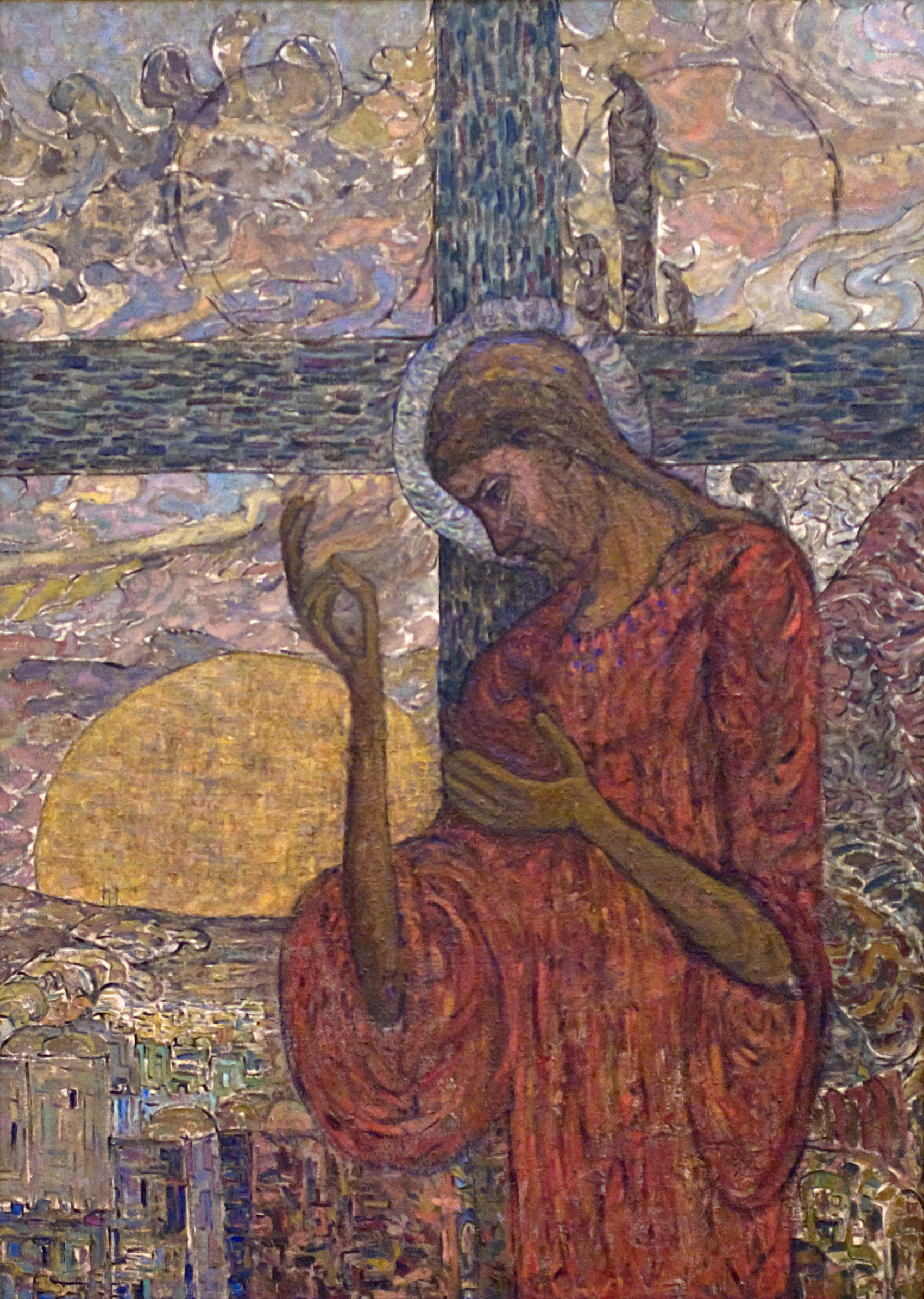
Passion, Musée russe, 1904.